# NGC 7228
NGC 7228 est une vaste galaxie spirale barrée située dans la constellation du Lézard. Sa vitesse par rapport au fond diffus cosmologique est de 6 247 ± 23 km/s, ce qui correspond à une distance de Hubble de 92,1 ± 6,5 Mpc (∼300 millions d'al). NGC 7228 a été découverte par l'astronome français Édouard Stephan en 1872.
En raison d'une brillance de surface égale à 14,50 mag/am2, on peut qualifier NGC 7228 de galaxie à faible brillance de surface (LSB en anglais pour low surface brightness). Les galaxies LSB sont des galaxies diffuses (D) avec une brillance de surface inférieure de moins d'une magnitude à celle du ciel nocturne ambiant.
La distance de Hubble de NGC 7227 qui se trouve à proximité dans le ciel est de 91,66 ± 6,45 Mpc (∼299 millions d'al). Aussi, il est probable que ces deux galaxies forment une paire réelle. La galaxie LEDA 214807 visible à l'est de NGC 7228 est une lointaine galaxie, à plus de environ 220 Mpc (∼718 millions d'al).